# محوطه کاسه کران۷
محوطه کاسه کران۷ مربوط به دوره ساسانیان - دوره اشکانیان است و در شهرستان گیلانغرب، بخش مرکزی، دهستان چله، ۶۰۰ متری شمال غربی روستای کاسه کران واقع شده و این اثر در تاریخ ۲۶ اسفند ۱۳۸۷ با شمارهٔ ثبت ۲۵۷۵۳ به‌عنوان یکی از آثار ملی ایران به ثبت رسیده است.